# Bhowrah
Bhowrah é uma vila no distrito de Dhanbad, no estado indiano de Jharkhand.

## Demografia
Segundo o censo de 2001, Bhowrah tinha uma população de 44 253 habitantes. Os indivíduos do sexo masculino constituem 54% da população e os do sexo feminino 46%. Bhowrah tem uma taxa de literacia de 65%, superior à média nacional de 59,5%; a literacia no sexo masculino é de 74% e no sexo feminino é de 54%. 13% da população está abaixo dos 6 anos de idade.